# Središnje računalo
Središnje računalo (eng. mainframe computer) je računalo posebnih mogućnosti, a koriste ga veliki pravni subjekti, ponajviše velike organizacije. Najčešće su to zrakoplovne tvrtke, visokoznanstvene ustanove, porezne i ine financijske ustanove i slično.
Zadaća im je izvršavati vrlo zahtjevne i složene obrade podataka. Za razliku od običnih računala, središnja računala rade cjelodnevno, ne prekidajući nikad svoj rad, svakog dana, bez obzira na praznike i neradne dane. 
S druge strane, obični korisnici mogu raditi na takvim računalima, ali to nije izravnim putem. Broj korisnika može dosezati do tisuća. Do središnjeg računala dolaze radeći na svojim osobnim računalima, točnije preko terminala. 

## Usporedi
- osobno računalo
- mrežno računalo
- prijenosno računalo, prijenosnik
- dlanovnik

## Vanjske poveznice
- Univac 9400 Računalo iz 1960-ih kojeg još koirsti njemački računalni muzej
- Predavanja iz povijesti računalstva: Središnja računala  Arhivirana inačica izvorne stranice od 15. travnja 2012. (Wayback Machine)
- Articles and Tutorials at Mainframes360.com: Mainframes